# 1453
Portal Geschichte | Portal Biografien | Aktuelle Ereignisse | Jahreskalender | Tagesartikel

◄ |
14. Jahrhundert |
15. Jahrhundert
| 16. Jahrhundert | ►

◄ |
1420er |
1430er |
1440er |
1450er
| 1460er | 1470er | 1480er | ►

◄◄ |
◄ |
1449 |
1450 |
1451 |
1452 |
1453
| 1454 | 1455 | 1456 | 1457 | ► | ►►
Staatsoberhäupter  · Nekrolog
| Januar | Januar | Januar | Januar | Januar | Januar | Januar | Januar |
| Kw     | Mo     | Di     | Mi     | Do     | Fr     | Sa     | So     |
| ------ | ------ | ------ | ------ | ------ | ------ | ------ | ------ |
| 1      | 1      | 2      | 3      | 4      | 5      | 6      | 7      |
| 2      | 8      | 9      | 10     | 11     | 12     | 13     | 14     |
| 3      | 15     | 16     | 17     | 18     | 19     | 20     | 21     |
| 4      | 22     | 23     | 24     | 25     | 26     | 27     | 28     |
| 5      | 29     | 30     | 31     |        |        |        |        |

| Februar | Februar | Februar | Februar | Februar | Februar | Februar | Februar |
| Kw      | Mo      | Di      | Mi      | Do      | Fr      | Sa      | So      |
| ------- | ------- | ------- | ------- | ------- | ------- | ------- | ------- |
| 5       |         |         |         | 1       | 2       | 3       | 4       |
| 6       | 5       | 6       | 7       | 8       | 9       | 10      | 11      |
| 7       | 12      | 13      | 14      | 15      | 16      | 17      | 18      |
| 8       | 19      | 20      | 21      | 22      | 23      | 24      | 25      |
| 9       | 26      | 27      | 28      |         |         |         |         |

| März | März | März | März | März | März | März | März |
| Kw   | Mo   | Di   | Mi   | Do   | Fr   | Sa   | So   |
| ---- | ---- | ---- | ---- | ---- | ---- | ---- | ---- |
| 9    |      |      |      | 1    | 2    | 3    | 4    |
| 10   | 5    | 6    | 7    | 8    | 9    | 10   | 11   |
| 11   | 12   | 13   | 14   | 15   | 16   | 17   | 18   |
| 12   | 19   | 20   | 21   | 22   | 23   | 24   | 25   |
| 13   | 26   | 27   | 28   | 29   | 30   | 31   |      |

| April | April | April | April | April | April | April | April |
| Kw    | Mo    | Di    | Mi    | Do    | Fr    | Sa    | So    |
| ----- | ----- | ----- | ----- | ----- | ----- | ----- | ----- |
| 13    |       |       |       |       |       |       | 1     |
| 14    | 2     | 3     | 4     | 5     | 6     | 7     | 8     |
| 15    | 9     | 10    | 11    | 12    | 13    | 14    | 15    |
| 16    | 16    | 17    | 18    | 19    | 20    | 21    | 22    |
| 17    | 23    | 24    | 25    | 26    | 27    | 28    | 29    |
| 18    | 30    |       |       |       |       |       |       |

| Mai | Mai | Mai | Mai | Mai | Mai | Mai | Mai |
| Kw  | Mo  | Di  | Mi  | Do  | Fr  | Sa  | So  |
| --- | --- | --- | --- | --- | --- | --- | --- |
| 18  |     | 1   | 2   | 3   | 4   | 5   | 6   |
| 19  | 7   | 8   | 9   | 10  | 11  | 12  | 13  |
| 20  | 14  | 15  | 16  | 17  | 18  | 19  | 20  |
| 21  | 21  | 22  | 23  | 24  | 25  | 26  | 27  |
| 22  | 28  | 29  | 30  | 31  |     |     |     |

| Juni | Juni | Juni | Juni | Juni | Juni | Juni | Juni |
| Kw   | Mo   | Di   | Mi   | Do   | Fr   | Sa   | So   |
| ---- | ---- | ---- | ---- | ---- | ---- | ---- | ---- |
| 22   |      |      |      |      | 1    | 2    | 3    |
| 23   | 4    | 5    | 6    | 7    | 8    | 9    | 10   |
| 24   | 11   | 12   | 13   | 14   | 15   | 16   | 17   |
| 25   | 18   | 19   | 20   | 21   | 22   | 23   | 24   |
| 26   | 25   | 26   | 27   | 28   | 29   | 30   |      |

| Juli | Juli | Juli | Juli | Juli | Juli | Juli | Juli |
| Kw   | Mo   | Di   | Mi   | Do   | Fr   | Sa   | So   |
| ---- | ---- | ---- | ---- | ---- | ---- | ---- | ---- |
| 26   |      |      |      |      |      |      | 1    |
| 27   | 2    | 3    | 4    | 5    | 6    | 7    | 8    |
| 28   | 9    | 10   | 11   | 12   | 13   | 14   | 15   |
| 29   | 16   | 17   | 18   | 19   | 20   | 21   | 22   |
| 30   | 23   | 24   | 25   | 26   | 27   | 28   | 29   |
| 31   | 30   | 31   |      |      |      |      |      |

| August | August | August | August | August | August | August | August |
| Kw     | Mo     | Di     | Mi     | Do     | Fr     | Sa     | So     |
| ------ | ------ | ------ | ------ | ------ | ------ | ------ | ------ |
| 31     |        |        | 1      | 2      | 3      | 4      | 5      |
| 32     | 6      | 7      | 8      | 9      | 10     | 11     | 12     |
| 33     | 13     | 14     | 15     | 16     | 17     | 18     | 19     |
| 34     | 20     | 21     | 22     | 23     | 24     | 25     | 26     |
| 35     | 27     | 28     | 29     | 30     | 31     |        |        |

| September | September | September | September | September | September | September | September |
| Kw        | Mo        | Di        | Mi        | Do        | Fr        | Sa        | So        |
| --------- | --------- | --------- | --------- | --------- | --------- | --------- | --------- |
| 35        |           |           |           |           |           | 1         | 2         |
| 36        | 3         | 4         | 5         | 6         | 7         | 8         | 9         |
| 37        | 10        | 11        | 12        | 13        | 14        | 15        | 16        |
| 38        | 17        | 18        | 19        | 20        | 21        | 22        | 23        |
| 39        | 24        | 25        | 26        | 27        | 28        | 29        | 30        |

| Oktober | Oktober | Oktober | Oktober | Oktober | Oktober | Oktober | Oktober |
| Kw      | Mo      | Di      | Mi      | Do      | Fr      | Sa      | So      |
| ------- | ------- | ------- | ------- | ------- | ------- | ------- | ------- |
| 40      | 1       | 2       | 3       | 4       | 5       | 6       | 7       |
| 41      | 8       | 9       | 10      | 11      | 12      | 13      | 14      |
| 42      | 15      | 16      | 17      | 18      | 19      | 20      | 21      |
| 43      | 22      | 23      | 24      | 25      | 26      | 27      | 28      |
| 44      | 29      | 30      | 31      |         |         |         |         |

| November | November | November | November | November | November | November | November |
| Kw       | Mo       | Di       | Mi       | Do       | Fr       | Sa       | So       |
| -------- | -------- | -------- | -------- | -------- | -------- | -------- | -------- |
| 44       |          |          |          | 1        | 2        | 3        | 4        |
| 45       | 5        | 6        | 7        | 8        | 9        | 10       | 11       |
| 46       | 12       | 13       | 14       | 15       | 16       | 17       | 18       |
| 47       | 19       | 20       | 21       | 22       | 23       | 24       | 25       |
| 48       | 26       | 27       | 28       | 29       | 30       |          |          |

| Dezember | Dezember | Dezember | Dezember | Dezember | Dezember | Dezember | Dezember |
| Kw       | Mo       | Di       | Mi       | Do       | Fr       | Sa       | So       |
| -------- | -------- | -------- | -------- | -------- | -------- | -------- | -------- |
| 48       |          |          |          |          |          | 1        | 2        |
| 49       | 3        | 4        | 5        | 6        | 7        | 8        | 9        |
| 50       | 10       | 11       | 12       | 13       | 14       | 15       | 16       |
| 51       | 17       | 18       | 19       | 20       | 21       | 22       | 23       |
| 52       | 24       | 25       | 26       | 27       | 28       | 29       | 30       |
| 1        | 31       |          |          |          |          |          |          |

| Januar | Januar | Januar | Januar | Januar | Januar | Januar | Januar |
| Kw     | Mo     | Di     | Mi     | Do     | Fr     | Sa     | So     |
| ------ | ------ | ------ | ------ | ------ | ------ | ------ | ------ |
| 1      | 1      | 2      | 3      | 4      | 5      | 6      | 7      |
| 2      | 8      | 9      | 10     | 11     | 12     | 13     | 14     |
| 3      | 15     | 16     | 17     | 18     | 19     | 20     | 21     |
| 4      | 22     | 23     | 24     | 25     | 26     | 27     | 28     |
| 5      | 29     | 30     | 31     |        |        |        |        |

| Februar | Februar | Februar | Februar | Februar | Februar | Februar | Februar |
| Kw      | Mo      | Di      | Mi      | Do      | Fr      | Sa      | So      |
| ------- | ------- | ------- | ------- | ------- | ------- | ------- | ------- |
| 5       |         |         |         | 1       | 2       | 3       | 4       |
| 6       | 5       | 6       | 7       | 8       | 9       | 10      | 11      |
| 7       | 12      | 13      | 14      | 15      | 16      | 17      | 18      |
| 8       | 19      | 20      | 21      | 22      | 23      | 24      | 25      |
| 9       | 26      | 27      | 28      |         |         |         |         |

| März | März | März | März | März | März | März | März |
| Kw   | Mo   | Di   | Mi   | Do   | Fr   | Sa   | So   |
| ---- | ---- | ---- | ---- | ---- | ---- | ---- | ---- |
| 9    |      |      |      | 1    | 2    | 3    | 4    |
| 10   | 5    | 6    | 7    | 8    | 9    | 10   | 11   |
| 11   | 12   | 13   | 14   | 15   | 16   | 17   | 18   |
| 12   | 19   | 20   | 21   | 22   | 23   | 24   | 25   |
| 13   | 26   | 27   | 28   | 29   | 30   | 31   |      |

| April | April | April | April | April | April | April | April |
| Kw    | Mo    | Di    | Mi    | Do    | Fr    | Sa    | So    |
| ----- | ----- | ----- | ----- | ----- | ----- | ----- | ----- |
| 13    |       |       |       |       |       |       | 1     |
| 14    | 2     | 3     | 4     | 5     | 6     | 7     | 8     |
| 15    | 9     | 10    | 11    | 12    | 13    | 14    | 15    |
| 16    | 16    | 17    | 18    | 19    | 20    | 21    | 22    |
| 17    | 23    | 24    | 25    | 26    | 27    | 28    | 29    |
| 18    | 30    |       |       |       |       |       |       |

| Mai | Mai | Mai | Mai | Mai | Mai | Mai | Mai |
| Kw  | Mo  | Di  | Mi  | Do  | Fr  | Sa  | So  |
| --- | --- | --- | --- | --- | --- | --- | --- |
| 18  |     | 1   | 2   | 3   | 4   | 5   | 6   |
| 19  | 7   | 8   | 9   | 10  | 11  | 12  | 13  |
| 20  | 14  | 15  | 16  | 17  | 18  | 19  | 20  |
| 21  | 21  | 22  | 23  | 24  | 25  | 26  | 27  |
| 22  | 28  | 29  | 30  | 31  |     |     |     |

| Juni | Juni | Juni | Juni | Juni | Juni | Juni | Juni |
| Kw   | Mo   | Di   | Mi   | Do   | Fr   | Sa   | So   |
| ---- | ---- | ---- | ---- | ---- | ---- | ---- | ---- |
| 22   |      |      |      |      | 1    | 2    | 3    |
| 23   | 4    | 5    | 6    | 7    | 8    | 9    | 10   |
| 24   | 11   | 12   | 13   | 14   | 15   | 16   | 17   |
| 25   | 18   | 19   | 20   | 21   | 22   | 23   | 24   |
| 26   | 25   | 26   | 27   | 28   | 29   | 30   |      |

| Juli | Juli | Juli | Juli | Juli | Juli | Juli | Juli |
| Kw   | Mo   | Di   | Mi   | Do   | Fr   | Sa   | So   |
| ---- | ---- | ---- | ---- | ---- | ---- | ---- | ---- |
| 26   |      |      |      |      |      |      | 1    |
| 27   | 2    | 3    | 4    | 5    | 6    | 7    | 8    |
| 28   | 9    | 10   | 11   | 12   | 13   | 14   | 15   |
| 29   | 16   | 17   | 18   | 19   | 20   | 21   | 22   |
| 30   | 23   | 24   | 25   | 26   | 27   | 28   | 29   |
| 31   | 30   | 31   |      |      |      |      |      |

| August | August | August | August | August | August | August | August |
| Kw     | Mo     | Di     | Mi     | Do     | Fr     | Sa     | So     |
| ------ | ------ | ------ | ------ | ------ | ------ | ------ | ------ |
| 31     |        |        | 1      | 2      | 3      | 4      | 5      |
| 32     | 6      | 7      | 8      | 9      | 10     | 11     | 12     |
| 33     | 13     | 14     | 15     | 16     | 17     | 18     | 19     |
| 34     | 20     | 21     | 22     | 23     | 24     | 25     | 26     |
| 35     | 27     | 28     | 29     | 30     | 31     |        |        |

| September | September | September | September | September | September | September | September |
| Kw        | Mo        | Di        | Mi        | Do        | Fr        | Sa        | So        |
| --------- | --------- | --------- | --------- | --------- | --------- | --------- | --------- |
| 35        |           |           |           |           |           | 1         | 2         |
| 36        | 3         | 4         | 5         | 6         | 7         | 8         | 9         |
| 37        | 10        | 11        | 12        | 13        | 14        | 15        | 16        |
| 38        | 17        | 18        | 19        | 20        | 21        | 22        | 23        |
| 39        | 24        | 25        | 26        | 27        | 28        | 29        | 30        |

| Oktober | Oktober | Oktober | Oktober | Oktober | Oktober | Oktober | Oktober |
| Kw      | Mo      | Di      | Mi      | Do      | Fr      | Sa      | So      |
| ------- | ------- | ------- | ------- | ------- | ------- | ------- | ------- |
| 40      | 1       | 2       | 3       | 4       | 5       | 6       | 7       |
| 41      | 8       | 9       | 10      | 11      | 12      | 13      | 14      |
| 42      | 15      | 16      | 17      | 18      | 19      | 20      | 21      |
| 43      | 22      | 23      | 24      | 25      | 26      | 27      | 28      |
| 44      | 29      | 30      | 31      |         |         |         |         |

| November | November | November | November | November | November | November | November |
| Kw       | Mo       | Di       | Mi       | Do       | Fr       | Sa       | So       |
| -------- | -------- | -------- | -------- | -------- | -------- | -------- | -------- |
| 44       |          |          |          | 1        | 2        | 3        | 4        |
| 45       | 5        | 6        | 7        | 8        | 9        | 10       | 11       |
| 46       | 12       | 13       | 14       | 15       | 16       | 17       | 18       |
| 47       | 19       | 20       | 21       | 22       | 23       | 24       | 25       |
| 48       | 26       | 27       | 28       | 29       | 30       |          |          |

| Dezember | Dezember | Dezember | Dezember | Dezember | Dezember | Dezember | Dezember |
| Kw       | Mo       | Di       | Mi       | Do       | Fr       | Sa       | So       |
| -------- | -------- | -------- | -------- | -------- | -------- | -------- | -------- |
| 48       |          |          |          |          |          | 1        | 2        |
| 49       | 3        | 4        | 5        | 6        | 7        | 8        | 9        |
| 50       | 10       | 11       | 12       | 13       | 14       | 15       | 16       |
| 51       | 17       | 18       | 19       | 20       | 21       | 22       | 23       |
| 52       | 24       | 25       | 26       | 27       | 28       | 29       | 30       |
| 1        | 31       |          |          |          |          |          |          |

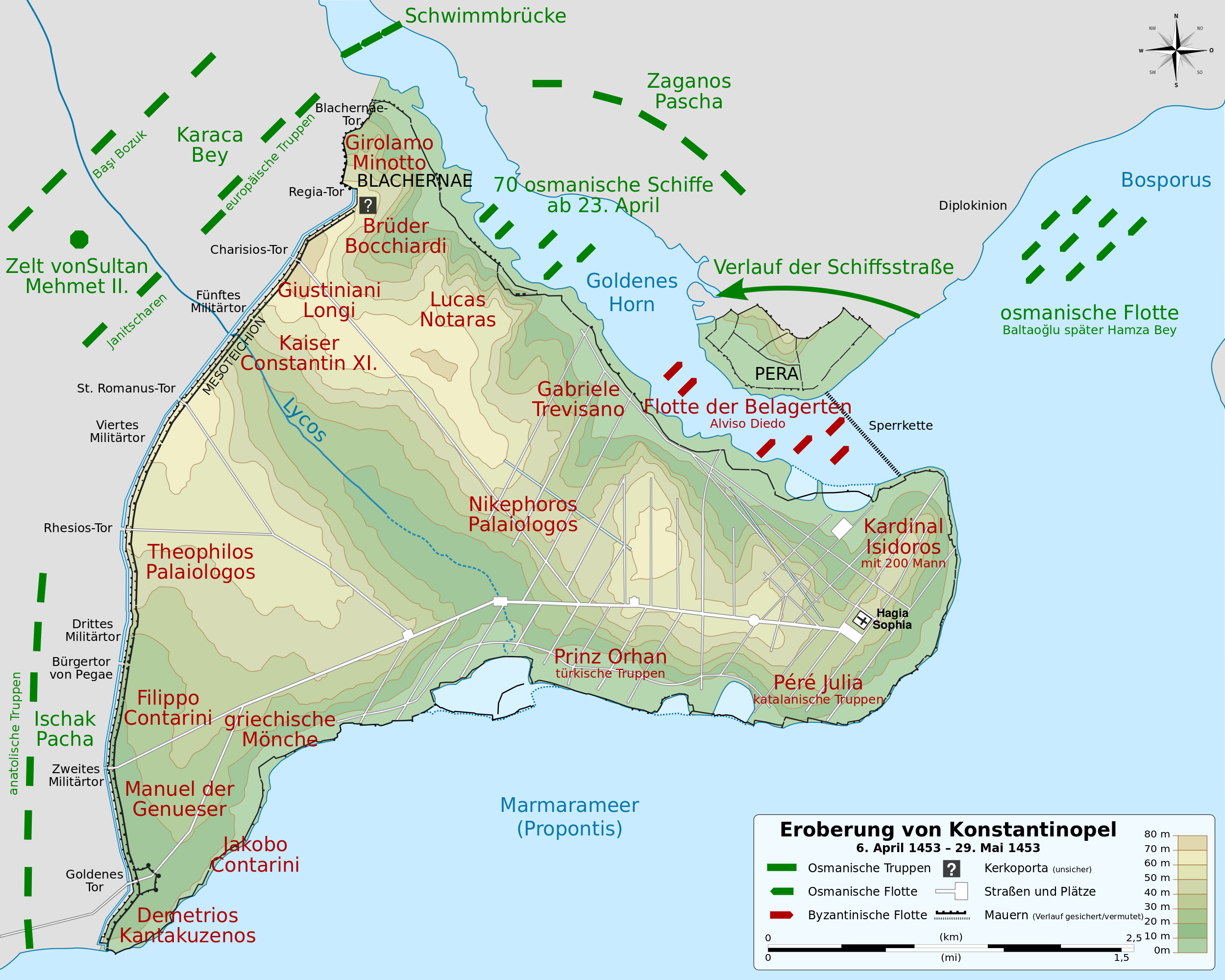
Karte der Belagerung von Konstantinopel

Das Jahr 1453 bringt eine Zeitenwende. Die Eroberung von Konstantinopel durch den osmanischen Sultan Mehmed II., bei der der letzte byzantinische Kaiser Konstantin XI. ums Leben kommt, beendet die Byzantinisch-Osmanischen Kriege und führt nach über 1000 Jahren zum Untergang des Byzantinischen Reichs. Sowohl in der türkischen als auch der westeuropäischen Rezeption kommt der Eroberung ein hoher symbolischer Wert zu. In der Geschichtsschreibung wird die Eroberung von Konstantinopel bisweilen als eines der Ereignisse genannt, die den Übergang vom europäischen Mittelalter in die Neuzeit markieren. 
Im selben Jahr endet mit der Schlacht bei Castillon auch der Hundertjährige Krieg. England verliert mit der Niederlage in dieser Schlacht mit Ausnahme von Calais seinen gesamten territorialen Besitz in Frankreich.
Mit der Bestätigung des (gefälschten) Privilegium Maius durch den habsburgischen Kaiser Friedrich III. wird dessen Stammherzogtum Österreich zum Erzherzogtum erhoben und erhält zahlreiche damit verbundene Privilegien. 

## Ereignisse

### Politik und Weltgeschehen

#### Byzantinisches Reich/Osmanisches Reich

Ausdehnung des Byzantinischen und des Osmanischen Reichs um 1450

- 29. Januar: Der Genuese Giovanni Giustiniani Longo trifft mit 700 gutbewaffneten Männern aus Genua, Chios und Rhodos in dem vom Osmanischen Reich bedrohten Konstantinopel ein. Bei seiner Ankunft wird er überschwänglich begrüßt, der byzantinische Kaiser Konstantin XI. überträgt ihm das Kommando über die Landmauern und verspricht ihm nach dem Sieg die Insel Lemnos als Lehen. Ebenso verpflichten sich die Kapitäne zweier auf der Rückfahrt vom Heiligen Land in Konstantinopel haltmachender venezianischer Galeeren in der Stadt zu bleiben und die Verteidiger zu unterstützen.
- 27. Februar: Sieben Galeeren mit etwa 700 Lateinern verlassen Konstantinopel in Richtung Italien. Viele andere Venezianer und Genueser, auch Bürger aus der benachbarten genuesischen Siedlung Pera, entschließen sich hingegen, bei der Verteidigung der Stadt zu helfen. Darunter sind viele Angehörige vornehmer Familien wie der venezianischen Corner, Mocenigo, Contarini und Venier, die aus eigenen Mitteln kleine Truppen anwerben.
- März: Eine Zählung des byzantinischen Geschichtsschreibers und kaiserlichen Sekretärs Georgios Sphrantzes kommt auf 4973 waffenfähige Griechen und knapp 2000 Ausländer, die für die Verteidigung von Konstantinopel zur Verfügung stehen. Diese geringe Zahl an Verteidigern ist ein Schock für den Kaiser, und er ordnet an, sie geheim zu halten. In den folgenden Wochen werden alle Matrosen der in der Stadt liegenden Schiffe zum Militärdienst verpflichtet. Zusätzlich lässt der Kaiser die verfügbaren Edelmetalle einschmelzen und für den Ankauf aller irgendwie verfügbaren Truppen und für die Reparatur der Mauerwerke verwenden. Durch diese Maßnahmen steigt die Zahl der Verteidiger schließlich auf etwa 6000 Griechen und 3000 Ausländer.

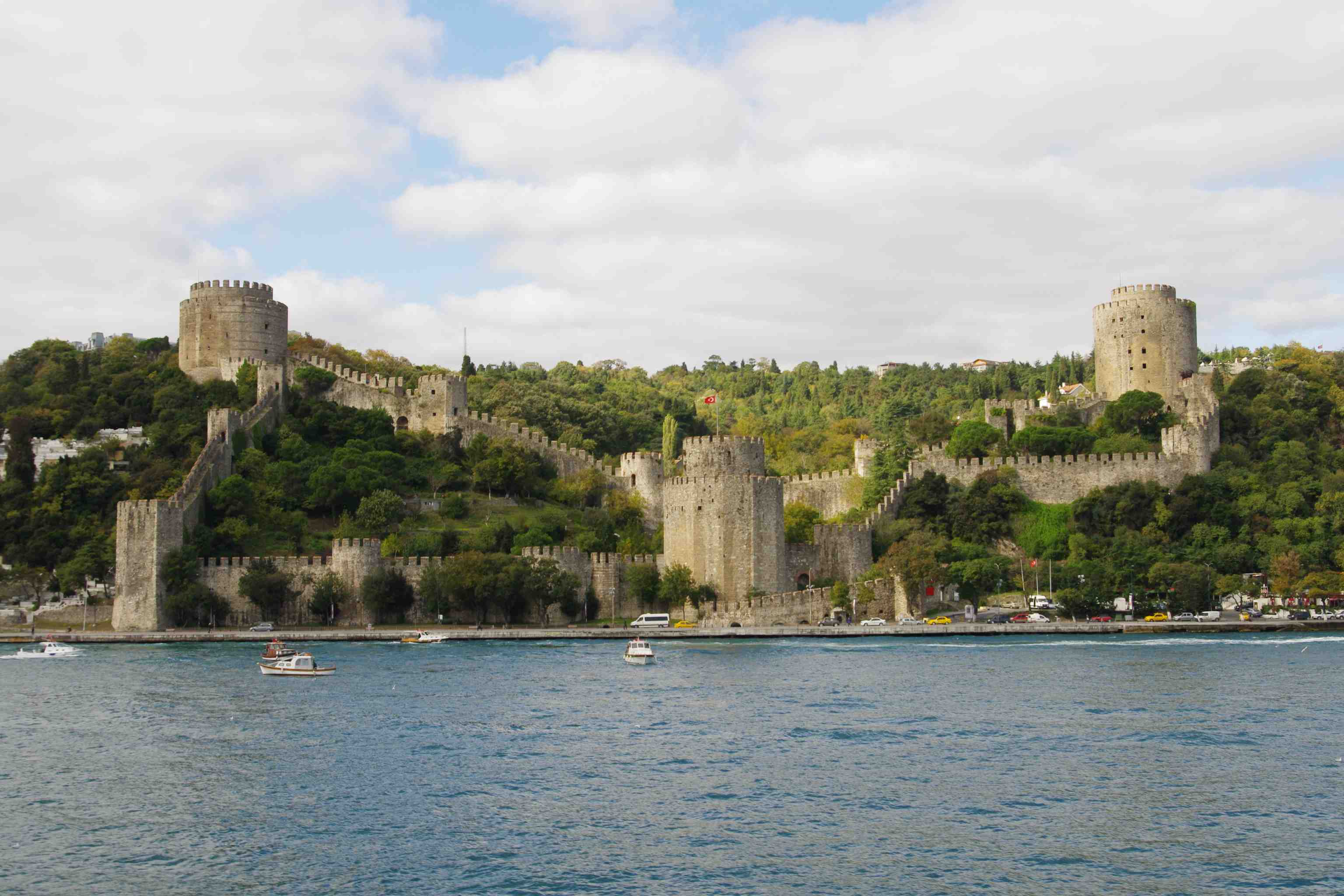
Die 1452 von den Osmanen als Vorbereitung auf den Angriff erbaute Festung Rumeli Hisarı

- 2. April: Die Belagerung Konstantinopels durch das osmanische Heer unter Mehmed II. beginnt.
- 7. April: Das christliche Konstantinopel wird von den Osmanen vollends eingeschlossen und bis zu seinem Fall belagert.
- 12. April: Die letzten Schiffe der osmanischen Flotte treffen aus dem Schwarzen Meer ein und Admiral Süleyman Baltaoğlu lässt unverzüglich einen Großangriff auf die die Sperrkette bewachenden Galeeren am Goldenen Horn starten, der aber von den seefahrerisch überlegenen Verteidigern leicht zurückgeschlagen wird.
- 18. April: Der erste Sturmangriff der Osmanen auf die Stadtmauern wird von den Verteidigern zurückgeschlagen.
- Konstantinopel wird am 29. Mai von den Osmanen unter Sultan Mehmed II. erobert. Dies gilt als endgültiges Ende des Byzantinischen Reichs, dessen letzter Kaiser bei der Einnahme der Stadt fällt. Die Halbinsel Peloponnes verbleibt unterdessen noch bis 1460 und das Kaiserreich Trapezunt bis 1461 unter griechischer Herrschaft. Faktisches Ende des Oströmischen Reiches, früher mit dem Ende des Mittelalters gleichgesetzt.
- Konstantinopel wird neue Hauptstadt des Osmanischen Reiches, die Hagia Sophia zur Moschee und ist seitdem nicht nur architektonisches Vorbild aller orthodoxen Kirchen, sondern auch aller türkischen Moscheen.
- Im Anschluss an die Eroberung Konstantinopels wird nach dem Vorbild der europäischen Ritterorden der Orden des halben Mondes im Osmanischen Reich gegründet.

#### England / Frankreich

Frankreich nach dem Ende des Hundertjährigen Krieges

- 17. Juli: Der Hundertjährige Krieg endet mit der Schlacht bei Castillon, in welcher die Franzosen siegen. England verliert damit mit Ausnahme von Calais seinen gesamten territorialen Besitz in Frankreich.
- 12. Oktober: Das bislang englisch regierte Herzogtum Guyenne wird von Frankreich eingenommen und später Teil der Domaine royal.
- 19. Oktober: Die Truppen des französischen Königs Karl VII. nehmen das in englischer Hand befindliche Bordeaux ein. Nach dem Hundertjährigen Krieg wird damit Calais einziger Besitz der Engländer auf dem Festland.

#### Heiliges Römisches Reich
Österreich wird Erzherzogtum.
Der habsburgische Kaiser Friedrich III. bestätigt das (gefälschte) Privilegium Maius und die damit verbundenen Privilegien für die habsburgischen Erblande. Auf diese Weise wird auch der Titel Erzherzog im Reichsrecht verankert.

#### Deutscher Orden
Am 1. Dezember entscheidet Kaiser Friedrich III. auf dem Gerichtstag zu Gunsten des Deutschen Ordens unter Hochmeister Ludwig von Erlichshausen. Er erklärt den 1440 gegründeten Preußischen Bund für rechtswidrig und befiehlt dessen Auflösung. Die Entscheidung führt 1454 zum Krieg.

#### Kirchenstaat

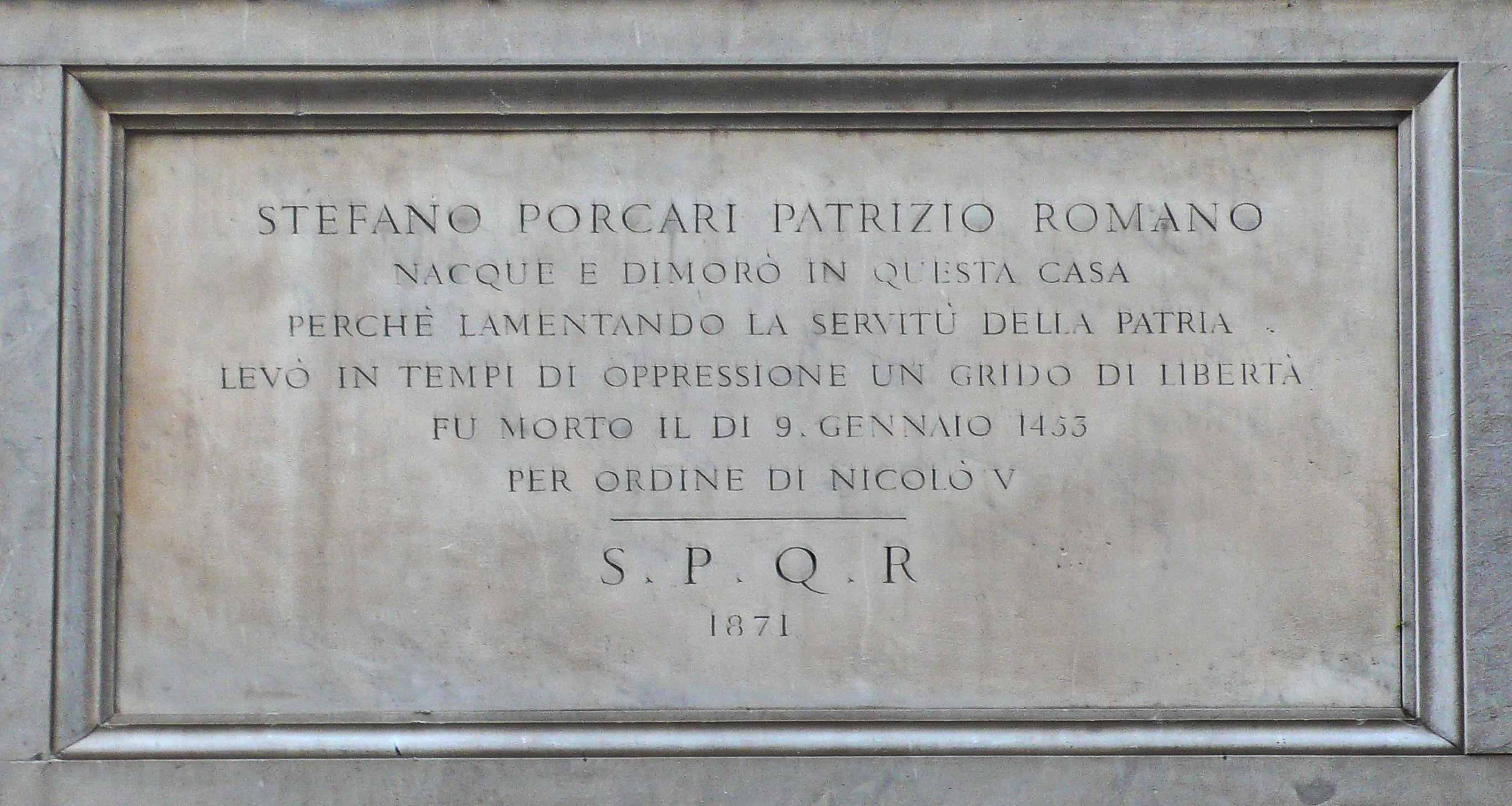
Gedenktafel für Stefano Porcari im Vicolo delle Ceste

- 6. Januar: In Rom wird ein geplanter republikanischer Aufstand gegen Papst Nikolaus V. unter der Führung von Stefano Porcari aufgedeckt. Die Verschwörer werden am 9. Januar hingerichtet.

#### Iberische Halbinsel
- Im jahrelangen Machtkampf am kastilischen Hof setzt sich schließlich Königin Isabella von Portugal gegen Álvaro de Luna durch. König Johann II. lässt seinen ehemaligen Günstling verhaften und nach kurzem Prozess am 2. Juni hinrichten.
- Muhammad XI. wird nach dem Tod von Muhammad IX. neuer Emir von Granada aus der Dynastie der Nasriden. Dem Sohn von Muhammad VIII. hat Muhammad IX. schon 1447 bei seinem vierten Herrschaftsantritt die Thronfolge zusichern müssen.

#### Asien
- 10. Oktober: Prinz Suyang inszeniert unter Mithilfe des Gelehrten Han Myung-hoi und anderer Beamter in Korea eine Palastrevolte, durch die sein Neffe Danjong gestürzt und Suyangs jüngerer Bruder Anpyeong zum König der Joseon-Dynastie ausgerufen wird. Prinz Suyang präsentiert sich daraufhin als Retter, übernimmt die Macht im Palast und schickt Anpyeong ins Exil auf die Insel Ganghwado, wo er acht Tage später vergiftet wird. Danjong wird jedoch nicht wieder als Herrscher eingesetzt.

### Wissenschaft und Technik
- Poggio Bracciolini übernimmt die Leitung der florentinischen Kanzlei der Medici.

### Kultur

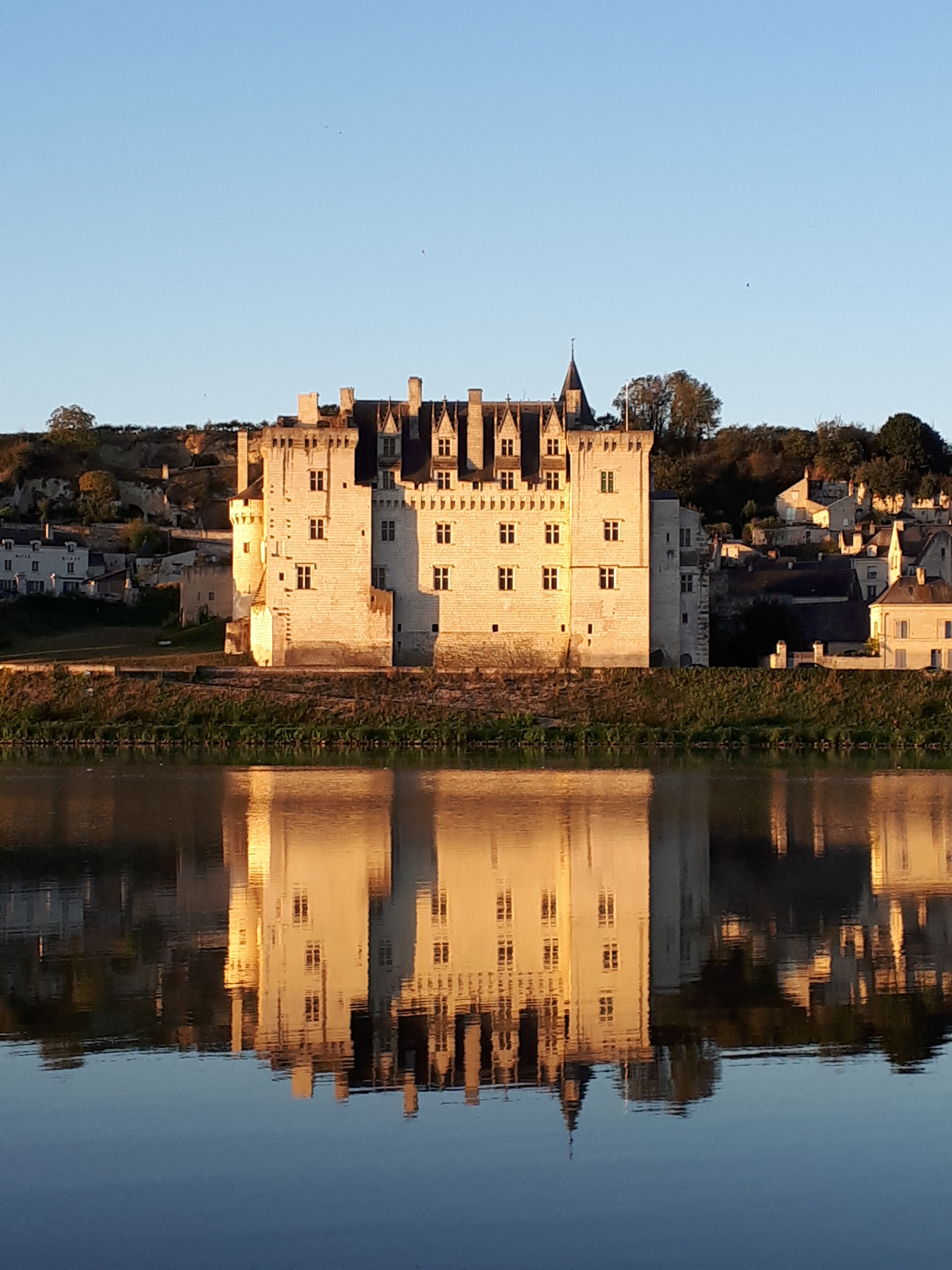
Schloss Montsoreau

- 1450/1453: Das Hauptgebäude des Schloss Montsoreau ist am Ufer der Loire fertiggestellt.
- 1451/1453: Hermann von Sachsenheim verfasst die Minnerede Des Spiegels Abenteuer.
- Nach dem Fall von Konstantinopel fliehen zahlreiche Wissenschaftler und Künstler nach Chania in der Venezianischen Kolonie Kreta, das für kurze Zeit zu einem kulturellen Zentrum wird.

### Religion
- 23. November: Das Kloster Ilmbach in Bayern wird gegründet.

### Katastrophen
- 1452/53: Der Ausbruch des Vulkans Kuwae im Pazifik hat in den folgenden Jahren weltweit Auswirkungen auf das Klima.

## Geboren

### Geburtsdatum gesichert

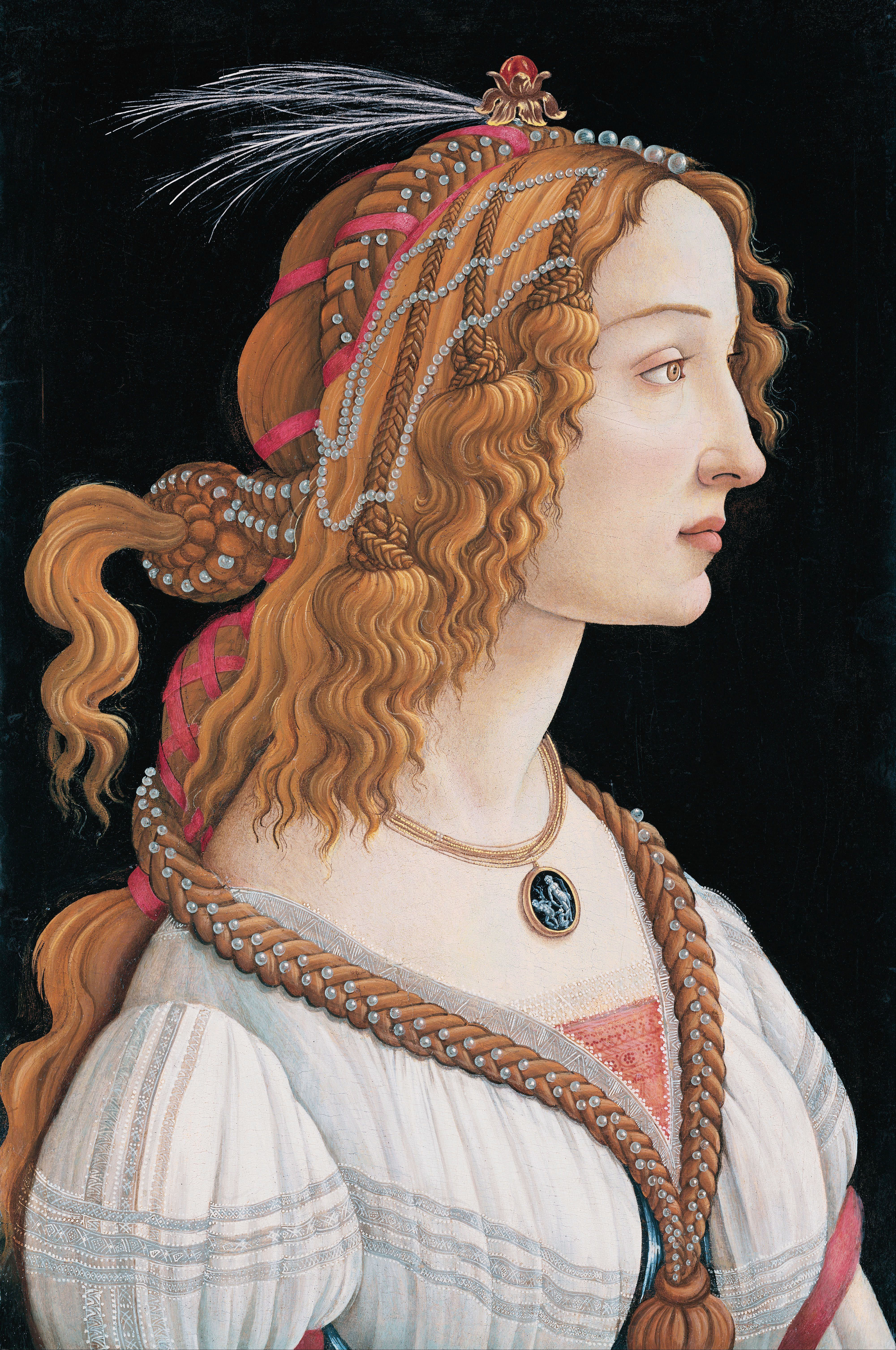
Sandro Botticelli, Simonetta Vespucci als Nymphe

- 28. Januar: Simonetta Vespucci, Florentiner Patrizierin und Muse zahlreicher Künstler, galt als schönste Frau von Florenz († 1476)
- 03. März: Philipp II., Graf von Waldeck-Eisenberg († 1524)

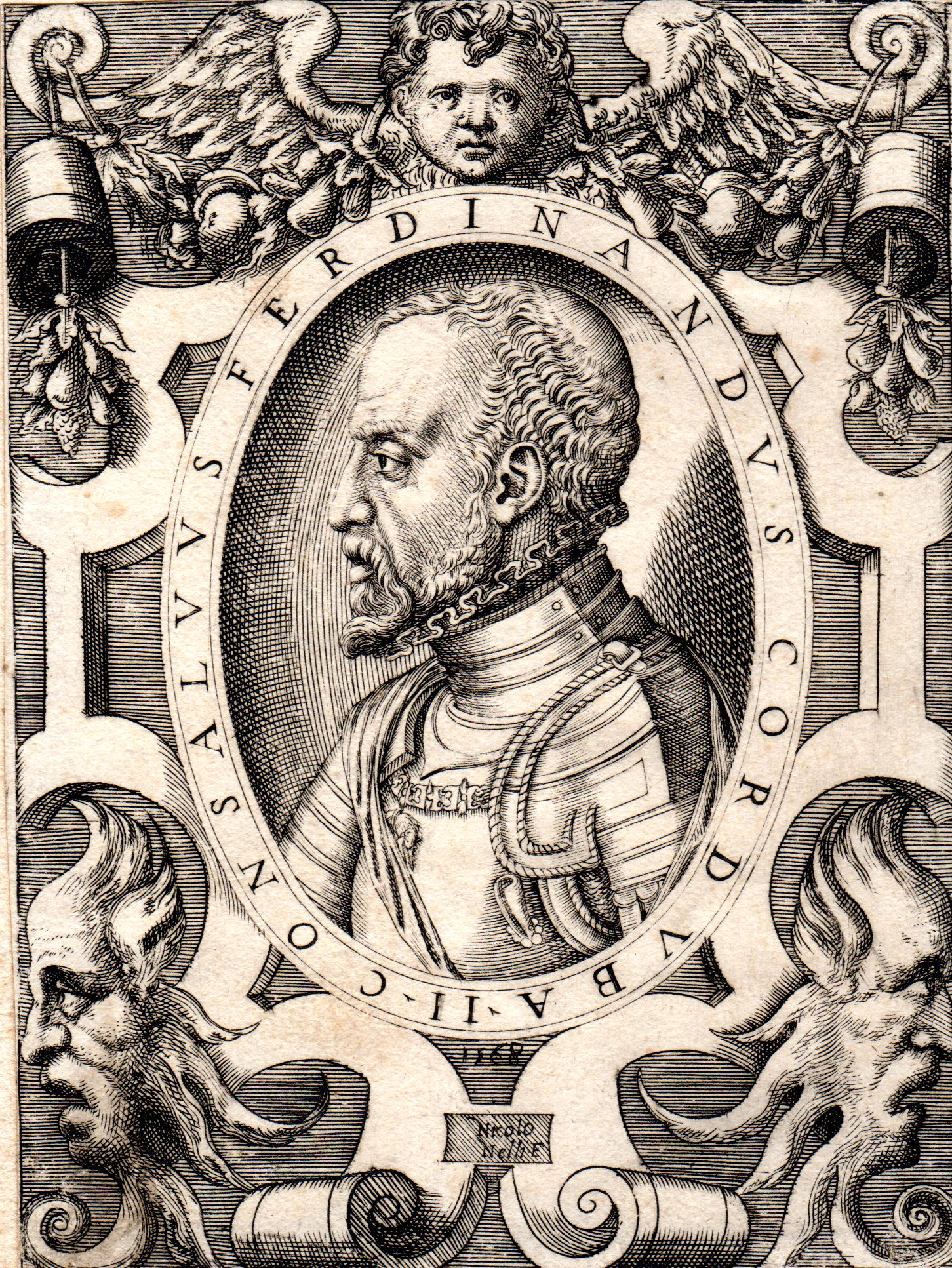
Gonzalo Fernández de Córdoba y Aguilar

- 16. März: Gonzalo Fernández de Córdoba y Aguilar, spanischer General and Staatsmann († 1515)
- 24. April: Dietrich von Plieningen, deutscher Adeliger, Jurist und Humanist († 1520)
- 08. Mai: Georg Fugger, deutscher Kaufmann († 1506)
- 13. Oktober: Edward of Westminster, Prince of Wales, Duke of Cornwall († 1471)
- 25. Oktober: Giuliano di Piero de’ Medici, Mitregent seines Bruders Lorenzo il Magnifico, Opfer der Pazzi-Verschwörung († 1478)
- 7. November: Filippo Beroaldo der Ältere, italienischer Philologe und neulateinischer Dichter († 1505)
- 13. November: Christoph I., Markgraf von Baden († 1527)
- 20. November: Giacomo Cozzarelli, italienischer Architekt, Bildhauer, Bronzegießer und Maler († 1515)

### Genaues Geburtsdatum unbekannt
- Afonso de Albuquerque („Afonso der Große“), portugiesischer Militär, Politiker und Seefahrer; zweiter Gouverneur von Indien († 1515)
- Firdevsî, türkischer Autor und Universalgelehrter
- Ottilie von Katzenelnbogen, Markgräfin von Baden († 1517)
- Andreas Palaiologos, Titular-Kaiser von Byzanz und Titular-Despot der Morea († 1502)
- Leonhard Wagner, deutscher Kalligraph († 1522)

### Geboren um 1453
- Archibald Douglas, 5. Earl of Angus, schottischer Adeliger († 1514)

## Gestorben

### Todesdatum gesichert
- 09. Januar: Stefano Porcari, römischer Renaissance-Humanist, Politiker und Verschwörer
- 13. Februar: Dschakmak, Sultan der Mamluken in Ägypten (* 1373)
- 28. Februar: Isabella, Herzogin von Lothringen und Königin von Neapel (* um 1400)
- 03. Mai: Edward Stradling, englischer Adliger (* 1389)
- 29. Mai: Konstantinos XI. Palaiologos, letzter byzantinischer Kaiser (* 1404)

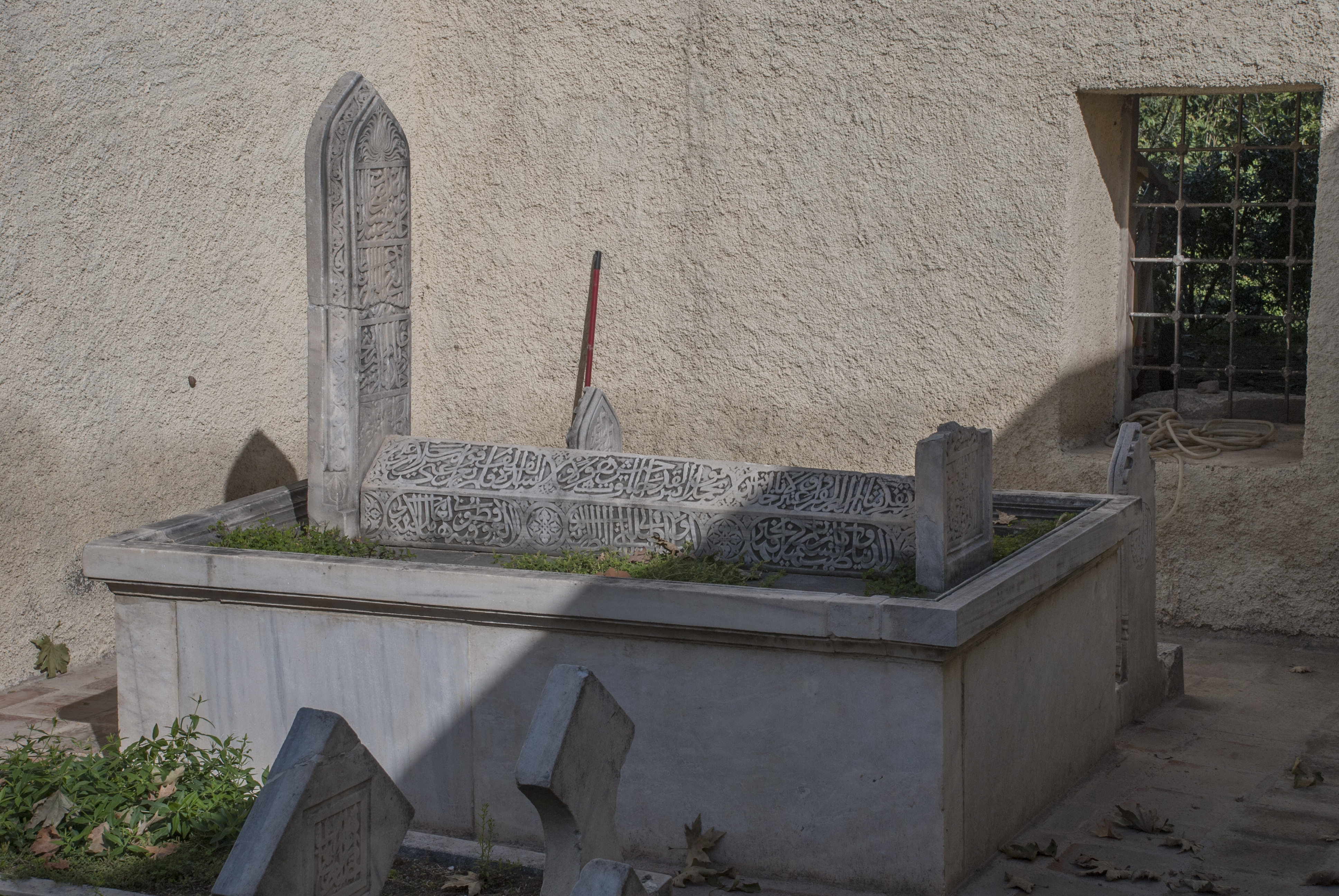
Grab Çandarlı Halils in Iznik

- 01. Juni: Çandarlı II. Halil Pascha, Großwesir des Osmanischen Reiches
- 02. Juni: Álvaro de Luna, Konstabler von Kastilien und Großmeister des Santiagoordens (* zwischen 1388 und 1390)
- 17. Juli: John Talbot, 1. Earl of Shrewsbury, englischer Feldherr des Hundertjährigen Krieges (* 1384)
- 13. Oktober: Jakob I., Markgraf von Baden (* 1407)
- 21. Oktober: Sylvester Pflieger, Bischof von Chiemsee
- 30. Oktober: Francesco Condulmer, Kardinal der römisch-katholischen Kirche (* 1390)
- 25. November: Juan de Cervantes, spanischer Kardinal (* um 1380)
- 24. Dezember: John Dunstable, englischer Komponist (* um 1390)

### Genaues Todesdatum unbekannt
- Niccolò Baroncelli, italienischer Bildhauer
- Duncan Campbell, 1. Lord Campbell, schottischer Adeliger
- Václav Koranda, radikaler tschechischer hussitischer Geistlicher
- Carlo Marsuppini, italienischer Humanist und Staatsmann (* 1398)
- Bernardo Martorell, spanischer Maler und Buchillustrator (* um 1410)
- Muhammad IX., Sultan von Granada (* 1396)
- Thongwa Dönden, 6. Karmapa der Karma-Kagyü-Schule des tibetischen Buddhismus (* 1416)

### Gestorben um 1453
- Taccola, italienischer Ingenieur, Künstler und Beamter der Stadt Siena (* 1382)